# Essential Sudoku DS
Essential Sudoku DS é um Jogo de videogame do gênero de quebra-cabeça e que foi desenvolvido pela Essential Games e publicado pela D3 Publisher, sendo lançado na região PAL em 27 de outubro de 2006 exclusivamente para o Nintendo DS, console portátil da empresa japonesa Nintendo. O jogo pode ser jogado em Single player ou em Multijogador.